# Tetrachlorodinitroetan
Tetrachlorodinitroetan – organiczny związek chemiczny o działaniu drażniącym. Jest krystalicznym ciałem stałym o temperaturze topnienia 403-413 K. Nie rozpuszcza się w wodzie. Ma podobne do chloropikryny właściwości chemiczne, jednak wykazuje około ośmiokrotnie silniejsze działanie drażniące.